# Arenaria purpurascens

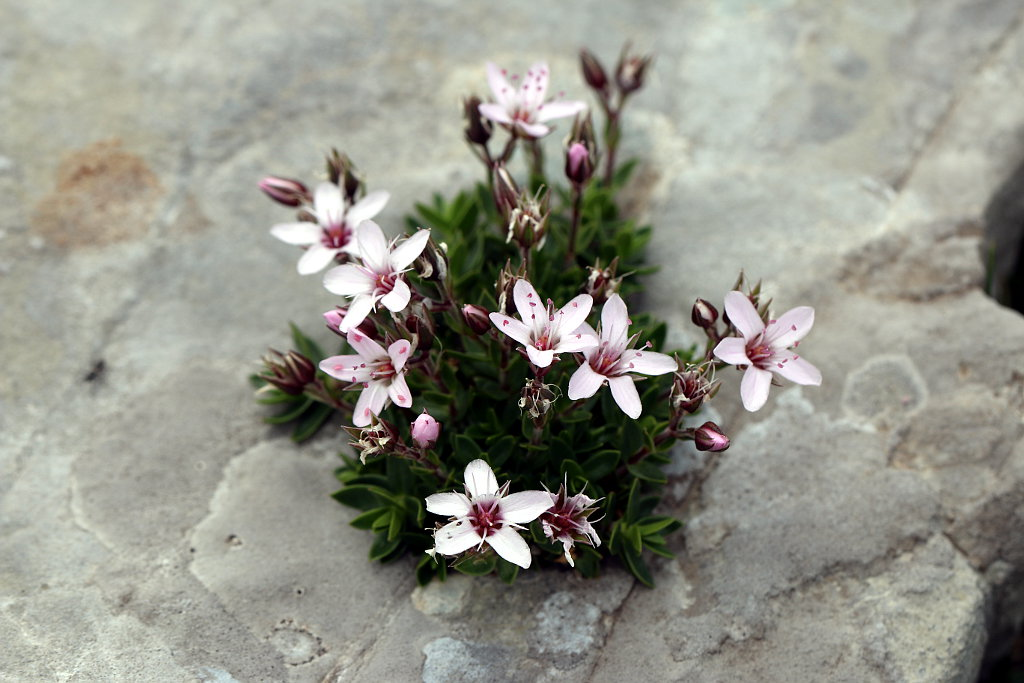
Arenaria purpurascens

Espèce
Classification phylogénétique
La Sabline pourprée  (Arenaria purpurascens Ramond ex DC.) est une petite sabline caractéristique des Pyrénées, quasiment endémique de cette région (elle a été aussi signalée dans la  Drôme, l'Isère et la Vendée).